# Leptusa canonica
Leptusa canonica är en skalbaggsart som beskrevs av Thomas Casey 1906. Leptusa canonica ingår i släktet Leptusa och familjen kortvingar. Inga underarter finns listade i Catalogue of Life.